# 胡熱鎮區 (伊利諾伊州克萊頓)
胡熱鎮區（英語：Hoosier Township）是位於美國伊利諾伊州克萊縣的一個行政鎮區。

## 地方資料
根據2010年美國人口普查的數據，胡熱鎮區的面積為92.30平方千米，當中陸地面積為92.22平方千米，而水域面積為0.08平方千米。當地共有人口328人，而人口密度為每平方千米3.55人。